# 法尔孔
法尔孔（英語：Falcon）是美国科羅拉多州厄爾巴索縣的一个非建制地區与睡城。法尔孔坐落在24号美国国道上，位于科罗拉多斯普林斯东北方14公里处。在20世纪早期，此处形成了一个铁路枢纽，此后几十年间缓慢地发展壮大，到1990年代开始迅速地成长，到了2009年，法尔孔的人口已达10,514人。在美國郵政署给出的邮政编码中，法尔孔与佩顿共用一个80831。

## 延伸阅读
- Ranchland News, September 11, 2008 "Lowe's Transaction stalls"

DENVER & NEW ORLEANS RAILROAD: IN THE SHADOW OF THE ROCKIES by James R. "Jim" Jones,1997, Sundance Publications, Denver, CO. Out of print.